# Den Haag vandaag (toneel)
Den Haag vandaag is een Nederlandse klucht uit 1989 met een hoofdrol voor John Lanting. Verder zijn te zien: Hein Boele, Anna Crott, Sasia Deck, Johann Glaubitz, Flip Heeneman, Brûni Heinke, Paul van Soest en Coby Timp.
Deze klucht is gebaseerd op Ray Cooneys toneelstuk Two into one, het script is van John Lanting.

## Omschrijving
Victor Weusink (Hein Boele) zit met zijn vrouw (Emma Weusink, gespeeld door Brûni Heinke) in Den Haag, in Hotel de Witte Raaf. Hij geeft zijn secretaris (Bram Bunning, gespeeld door John Lanting) de opdracht om een tweede suite te boeken voor zijn ontmoeting met zijn vriendin. De vrouw van Victor Weusink ziet wel wat in een relatie met de secretaris.

## Dvd
Deze klucht is verschenen op dvd op 10 november 2006, samen met In de kast op de kast en Een trouwring mag niet knellen.